# Nowa Bassan
Nowa Bassan (ukrainisch Нова Басань; russisch Новая Басань Nowaja Bassan) ist ein Dorf im Süden der ukrainischen Oblast Tschernihiw mit etwa 3270 Einwohnern (2001).

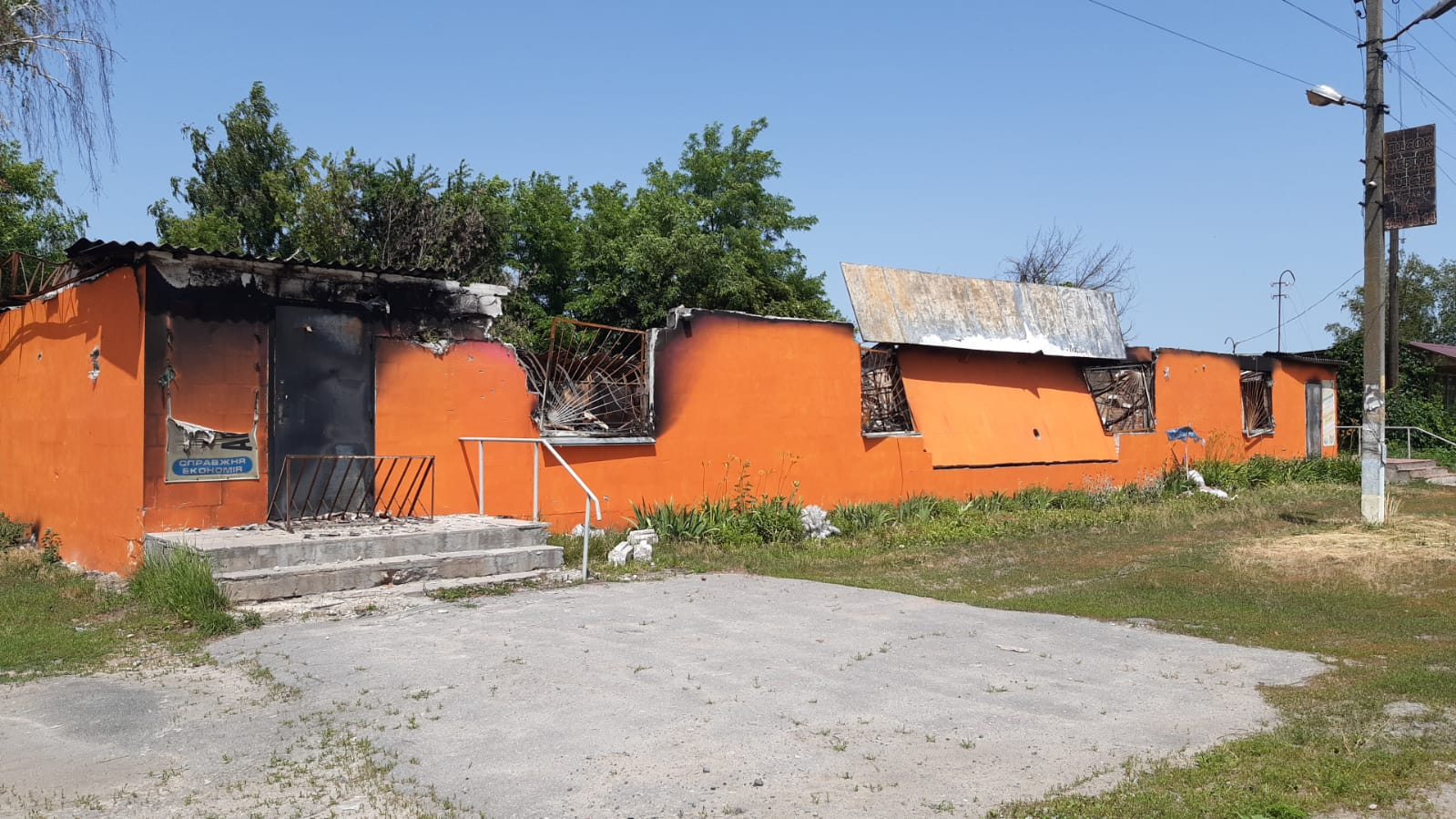
Durch Kriegshandlungen zerstörte Häuser im Ort

Das in der ersten Hälfte des 15. Jahrhunderts als Festung zur Verteidigung gegen Tataren gegründete Dorf liegt am Ufer der Nedra (Недра), einem 61 km langen Nebenfluss des Trubisch 25 km südlich vom ehemaligen Rajonzentrum Bobrowyzja und 130 km südlich vom Oblastzentrum Tschernihiw. Durch das Dorf verläuft die Fernstraße N 07 und die Territorialstraße T–25–26, im Süden verläuft die Grenze zur Oblast Kiew.

## Verwaltungsgliederung
Am 15. Februar 2017 wurde das Dorf zum Zentrum der neugegründeten Landgemeinde Nowa Bassan (Новобасанська сільська громада/Nowabassanska silska hromada). Zu dieser zählten auch die 4 Dörfer Bilozerkiwzi, Nowyj Bykiw, Staryj Bykiw und Wepryk sowie die Ansiedlung Tschystopillja, bis dahin bildete es die gleichnamige Landratsgemeinde Nowa Bassan (Новобасанська сільська рада/Nowabassanska silska rada) im Süden des Rajons Bobrowyzja.
Am 12. Juni 2020 kamen noch die 7 in der untenstehenden Tabelle aufgelisteten Dörfer zum Gemeindegebiet.
Am 17. Juli 2020 kam es im Zuge einer großen Rajonsreform zum Anschluss des Rajonsgebietes an den Rajon Nischyn.
Folgende Orte sind neben dem Hauptort Nowa Bassan Teil der Gemeinde:
| Name                     | Name         | Name                         |
| ukrainisch transkribiert | ukrainisch   | russisch                     |
| ------------------------ | ------------ | ---------------------------- |
| Bilozerkiwzi             | Білоцерківці | Белоцерковцы (Belozerkowzy)  |
| Birky                    | Бірки        | Борки (Borki)                |
| Krasne                   | Красне       | Красное (Krasnoje)           |
| Motschalyschtsche        | Мочалище     | Мочалище (Motschalischtsche) |
| Nowyj Bykiw              | Новий Биків  | Новый Быков (Nowy Bykow)     |
| Nowoselyzja              | Новоселиця   | Новоселица (Nowoseliza)      |
| Rokytne                  | Рокитне      | Ракитное (Rakitnoje)         |
| Sokoliwka                | Соколівка    | Соколовка (Sokolowka)        |
| Staryj Bykiw             | Старий Биків | Старый Быков (Stary Bykow)   |
| Tschystopillja           | Чистопілля   | Чистополье (Tschistopolje)   |
| Wepryk                   | Веприк       | Веприк (Weprik)              |
| Woronky                  | Вороньки     | Вороньки (Woronki)           |